# Novoazovsk

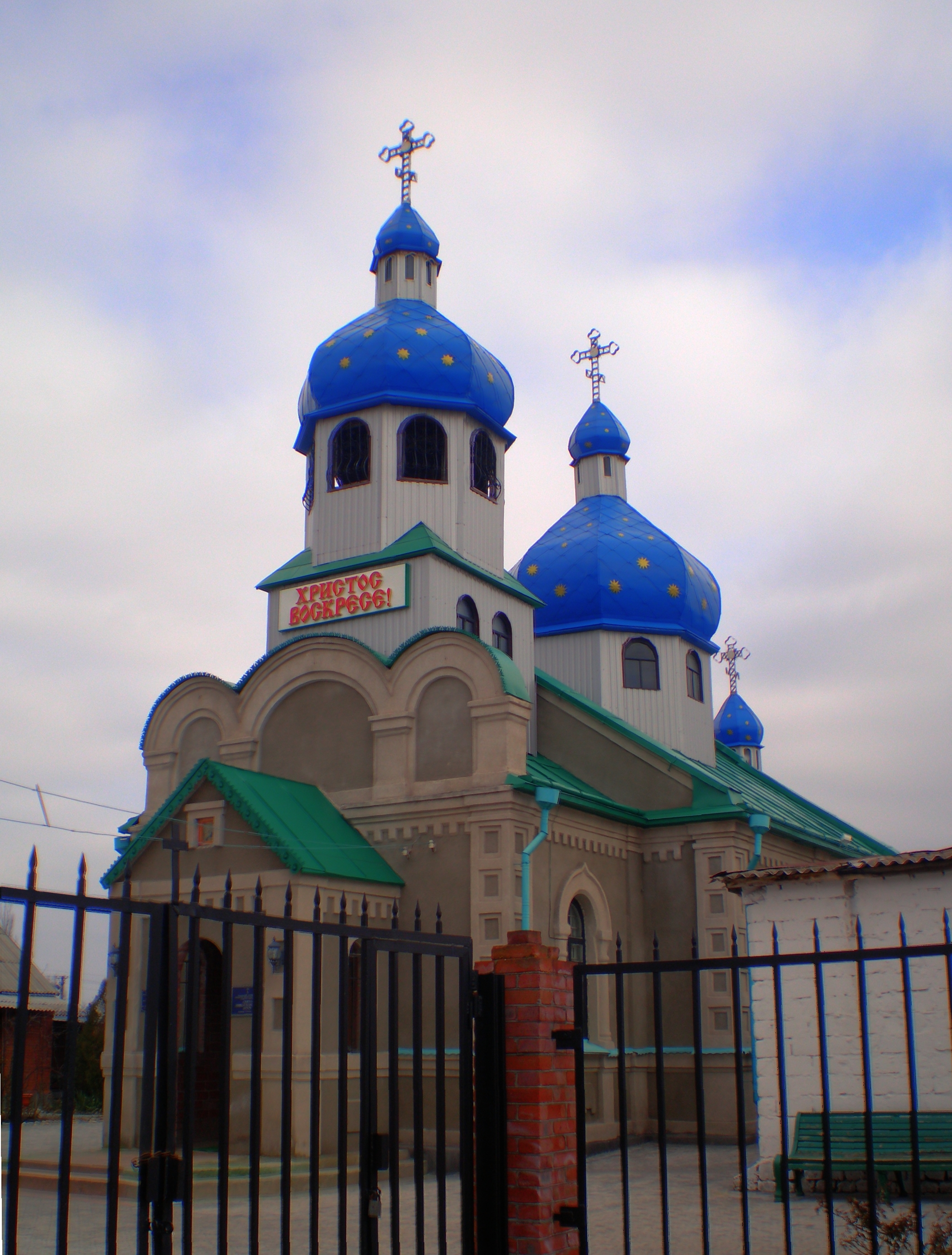
Església de Sant Miquel

Novoazovsk (ucraïnès: Новоазовськ) és una ciutat de l'óblast de Donetsk i el centre administratiu del districte (Raion) de Novoazovsk a Ucraïna, situada actualment a zona ocupada República Popular de Donetsk de la Rússia. Té 12.702 habitants (2001).
Novoazovsk i les seves zones adjacents és un lloc on viu la gavina Larus ichthyaetus.

## Clima
El clima de Novoazovsk és continental humit: amb estius càlids i dins la classificació de Köppen es consigna com Dfa. La seva temperatura mitjana anual és de 10,1, el mes més fred (gener) -3,6 i el més càlid (juliol 23,3 °C. La pluviometria mitjana anual és de 521 litres amb el màxim a l'estiu.